# Муравьёв, Николай Савельевич
Никола́й Саве́льевич Муравьёв (1920 — сентябрь 1945) — советский солдат, Герой Советского Союза (9 октября 1943 года), командир отделения разведки 111-го гвардейского гаубичного артиллерийского полка Резерва Главного Командования 40-й армии Воронежского фронта, гвардии старший сержант.

## Биография
Родился Николай Савельевич 20 июня 1920 года в городе Ярцево. После окончания 8 классов школы работал слесарем на электромеханическом заводе. В 1940 году был призван в Красную Армию. С первых дней Великой Отечественной войны сражается на фронтах.

## Подвиг
Гвардейский артиллерийский полк был отрезан от соседних частей и продолжал сражаться в окружении. Он выполнил поставленную задачу, задержал наступление противника, и командование фронта отдало артиллеристам приказ: прорываться на соединение со своими войсками. Огнём и стремительными атаками гвардейцы пробили брешь во вражеском кольце и двинулись к линии фронта. Возле населённого пункта Веприк Полтавской области противник попытался остановить полк. Укрытые в подвалах каменных построек гитлеровские пулемётчики не жалели патронов, а у артиллеристов каждый снаряд был на учёте. Без крайней необходимости их тратить нельзя, но нельзя и задерживаться, к противнику могли подойти подкрепления.
Муравьев пробрался к фашистам в тыл и гранатами уничтожил пулемётную точку. Гвардейцы поднялись в атаку и отбросили гитлеровцев. После этого боя гвардии старшего сержанта Муравьева назначили командиром роты. Со своей ротой он прикрывал переправу полка через заболоченный участок реки Псёл. По узкой гати бойцы и офицеры вручную катили пушки, переносили раненых. Более 150 германских солдат при поддержке двух орудий и шестиствольного миномёта атаковали роту Муравьева. Они хотели прорваться к переправе, уничтожить людей и орудия.
Рота, поредевшая в многодневных боях, мужественно встретила врага. Пулемётным огнём они отбили вражескую атаку, но боеприпасы были на исходе. Гитлеровцы начали новую атаку. Николай Муравьев встал во весь рост и с криком «3а Родину!» повёл бойцов за собой. Потеряв более 70 солдат, противник отступил.
Гвардейцы закончили переправу и, внезапным ударом прорвав вражескую оборону, соединились со своими войсками.
Гвардии старшему сержанту Муравьеву Николаю Савельевичу за отвагу и мужество, проявленные в боях с врагом, указом Президиума Верховного Совета СССР от 9 октября 1943 года присвоено звание Героя Советского Союза.

## После войны
В сентябре 1945 года Николай Савельевич Муравьев погиб при автомобильной аварии в городе Люберцы Московской области.
В городе Ярцево его имя носит одна из улиц; долгое время имя носил пионерский отряд школы, где он учился. На здании школы, в честь Н. С. Муравьёва, установлена мемориальная доска.

## Награды
- Медаль «Золотая Звезда» Героя Советского Союза.
- Орден Ленина.
- Орден Красного Знамени.
- Медаль «За отвагу».
- Другие медали.